# 松実高等学園
松実高等学園（まつみこうとうがくえん）は、埼玉県春日部市にある、ISM株式会社が教育関連事業として運営する施設である。

## 概要
高等部は学校教育法第55条に基づき埼玉県教育委員会の指定を受けた指定技能教育施設である。生徒は松実高等学園への通学と、通信制高等学校へのスクーリングに出席することで志学会高等学校を卒業することができる。中等部・初等部は、文部科学省通達の適用で、現在在籍している中学校や小学校に籍を置いたまま、松実高等学園に通学することで学習指導要領上の出席扱いになる。

## 沿革
- 2003年 - 松実高等学園として、埼玉県春日部市に設立。
- 2004年 - 埼玉県教育委員会より技能教育施設として認定を受ける。
- 2007年 - 新校舎完成、現所在地に移転。
- 2008年 - 初等部を設置。
- 2016年 - 第1回松実祭（文化祭）を開催

## 交通
- 東武伊勢崎線（東武スカイツリーライン）・東武野田線（東武アーバンパークライン）・春日部駅西口から徒歩5分

## 校舎

### 高等部
- 本校 - 埼玉県春日部市中央1-55-15

北緯35度58分34.75秒 東経139度45分13.75秒 / 北緯35.9763194度 東経139.7538194度
- ANNEX校 - 埼玉県春日部市中央1-58-4

### 中等部
- 中央ANNEX - 埼玉県春日部市中央1-58-2

•北緯35度58分33.57秒 東経139度45分13.15秒 / 北緯35.9759917度 東経139.7536528度

### 初等部
- 松実の森 - 埼玉県春日部市谷原新田2168-5

•北緯35度57分56.81秒 東経139度44分26.86秒 / 北緯35.9657806度 東経139.7407944度

## 学園の目的・目標
- 目的…一人ひとりにあった学習の場を提供し、自ら学ぶ力を育成し、自立と共生を育む。
- 目標…高等学校の卒業と、大学進学や職業選択を積極的に支援する。

## 学習スタイル【高等部】
- 普通科（全日型）
- 特別科（週1日 -）
- 音楽コース

## 松実祭
2016年より、毎年秋季に松実祭（文化祭）を開催している。初等部・中等部・高等部の各学年ごとに模擬店を開催しているほか、音楽部・高等部音楽コースのステージ発表などが行われる。

## クラブ活動

### 運動部
- バスケットボール部
- フットサル部
- 野球部
- テニス部
- バドミントン部
- 卓球部

### 文化部
- 音楽部
- 演劇部
- 書道部
- 生物部
- 美術部
- 鉄道模型部